# براندنبورگ-پروس
براندِنبورگ-پروس که بعدها به پادشاهی پروس تبدیل شد، در اصل از دو قسمتِ جدا تشکیل شده بود:
قسمتی از آن مارگراف‌نشین براندنبورگ بود که یکی از هفت انتخابگر در امپراتوری مقدس روم را شامل می‌شد و قسمت دیگر، دوک‌نشین پروس بود که در زمان ۱۴۶۶ - ۱۶۵۴ تحت سلطهً فئودالیِ مشترک المنافع لهستان-لیتوانی قرار داشت.
بعد از افول دودمان هوهن‌تسولرن در دوک‌نشین پروس، حکومت این دوک‌نشین سال ۱۶۱۸ به نزدیک‌ترین خویشاوندشان (از همین خانواده) که مارگراف‌نشین براندنبورگ بود، رسید.
به این ترتیب براندنبورگ-پروس تا قرارداد وِلاوا (معاهده برومبرگ)  در سال ۱۶۵۷، حکومتی دوپاره از لحاظ سیاسی بود، که هم تحت قیمومت امپراتوری مقدس روم و هم لهستان بود.
در جنگ سی‌ساله، براندنبورگ در طرف اتحادیه پروتستان‌ها بود و قسمت‌های پهناوری از این سرزمین، نابود و حتی خالی از جمعیت شد.
شاهزاده فریدریش ویلهلم یکم، که بعدها لقب بزرگ نیز گرفت یک سیاست محافظه‌کارانه، بین ابرقدرت‌ها پیشِ رو کرد، تا بتواند اقتصاد و نیروی نظامی براندنبورگ را که بسیار ضعیف شده بود، بازسازی کند.
وی اصلاحات اقتصادی زیادی انجام داد و ارتش نیرومندی نیز ایجاد کرد.
به این ترتیب در زمان فریدریش ویلهلم، براندنبورگ-پروس دومین حکومت قدرتمند (بعد از امپراتوری اتریش) در جغرافیای امپراتوری مقدس روم شناخته شد.
وی همچنین توانست دوک‌نشین پروس را از مشترک المنافع لهستان-لیتوانی، که به سبب درگیریهایش با سوئد ضعیف شده بود، بر طبق قرارداد وِلاوا سال ۱۶۵۷ میلادی جدا کند. در صلح الیوا نیز، اقتدار و استقلال دوک‌نشین به‌طورِ کامل تصویب شد و این آغاز پروس برای تبدیل شدن به یکی از ابرقدرت‌های اروپایی بود.